# Nesbyen
Nesbyen é uma comuna da Noruega, com 303 km² de área e 3 467 habitantes (censo de 2004), o que corresponde a uma densidade populacional de 11 hab/km².         